# Hexatoma pyrrhopyga
Hexatoma pyrrhopyga är en tvåvingeart som beskrevs av Alexander 1933. Hexatoma pyrrhopyga ingår i släktet Hexatoma och familjen småharkrankar. Inga underarter finns listade i Catalogue of Life.